# Bassareus areolatus
Bassareus areolatus är en skalbaggsart som först beskrevs av Christian Wilhelm Ludwig Eduard Suffrian 1852.  Bassareus areolatus ingår i släktet Bassareus och familjen bladbaggar. Inga underarter finns listade i Catalogue of Life.